# Pino Reggiani
Pino Reggiani (Forlì, 11 febbraio 1937 – Roma, 2 luglio 2022) è stato un pittore italiano.
Visse a Roma dal 1960 alla morte.

## Carriera
Molte delle sue opere sono presenti in musei e raccolte pubbliche a Torino, Bologna, Roma, Pisa, Lucca, Venezia, Catania, Gateshead, Skopje, Madrid, Houston, Tunisi, Caracas, Bucarest, Haifa, Gerusalemme e altrove.
Ha realizzato oltre 100 mostre personali in Italia, Europa e in paesi extraeuropei.
Ha operato prevalentemente per cicli tematici: dal tema della "Violenza"(1961-63) al ciclo del "Cinodromo"(1966-1968), dalla serie "Sacco e Vanzetti"(1969-1970) alla "Caduta dell'Angelo"(1971-73), dalle "Folle e muri"(1973-1974) ai "Tunnel"(1975-1976), dai "Paesaggi inglesi"(1977-1978) alla serie"Egitto, mito delle età sepolte"(1979-1980), dai "Fragmenti"(1981-1982) ai "Paesaggi della campagna romana"(1981-1984), dai "Cartoni"(1983) alle "Nature morte e teatro"(1985-1987), dai "Tempi della musica"(1990-1993) ai "Paesaggi orientali"(1993-1996), da "Strutture di archeologia industriale"(2001) a "La cloaca massima"(2002), da "Campi del Nord, Northfields"(2006) a "La maschera del Brunelleschi"(2009).
Insieme a Floriano Bodini, Mino Ceretti, Giuseppe Banchieri, Giannetto Fieschi, Tino Vaglieri ed altri, ha fatto parte del Gruppo Renzo Botti di Cremona coordinato dallo scrittore e critico Danilo Montaldi,che influenzerà la ricerca della figurazione neoespressiva in Italia tra gli anni sessanta e gli anni ottanta.

## Esposizioni in Italia
Ha esposto in diverse ed importanti gallerie d'arte ed istituzioni pubbliche, tra cui:
- alla Galleria Medusa di Roma
- allo Studio l'Indiano di Firenze
- alla galleria 88 di Roma
- alla galleria Fondazione Pagani di Legnano
- alla Salita di  Roma
- alla Galleria d'arte Giulia di Roma
- al Premio San Fedele di Milano,
- al Palazzo dei Musei di Modena
- alla Rotonda della Besana di Milano, nell'ambito della rassegna "Ricerca figurativa 1970/1983"
- alla M/R di Roma
- al Centro Culturale K/R di Roma
- all'Andrè di Roma
- alla Biennale Internazionale di Milano
- al Museo Emilio Greco di Catania presso il Palazzo Gravina Cruyllas
- al Festival dei Due Mondi di Spoleto presso il Museo Carandente, Palazzo Collicola - Arti visive
- al Salone internazionale dei mercanti d'arte presso il Palazzo Grassi di Venezia nel 1987
- al Premio Città di Suzzara
- al Premio Michetti di Francavilla al Mare
- al Premio Campigna di Santa Sofia
- al Premio Fiorino di Firenze
- alla Galleria Renzo Botti di Cremona
- al Palazzo dei Diamanti di Ferrara
- al Museo sperimentale d'arte contemporanea di Torino nel 1967
- alla Mostra grafica alla fiera internazionale di Genova nel 1971
- al Museo Bargellini di Bologna

## Esposizioni all'estero
Ha esposto, sempre in mostre personali anche a carattere antologico a Vienna, Durham, Colonia, Bruxelles, Haifa, Gerusalemme, Tel Aviv, Alessandria d'Egitto, Il Cairo, New York.
Numerosissime le partecipazioni a rassegne internazionali mostre di gruppo che si sono susseguite in questi anni dai Paesi Latini Americani agli Stati Uniti, dall'Europa all'Asia, all'Africa settentrionale.
Suoi dipinti sono presenti in Istituti di Culto a Roma, (Basilica di San Giacomo), a Venezia e in Austria.

## Collaborazioni con riviste e quotidiani
Ampia è la documentazione in questo campo:
- La rivista "The Sciences" dell'Accademia delle Scienze di New York, ha pubblicato a colori un ampio servizio sui suoi dipinti ispirati all'Egitto arcaico
- Il suo nome compare nel Benezit di Parigi (ed 1999).

## Pubblicazioni monografiche
La più celebre 
- "Immagine e Memoria", curata dagli Editori Riuniti

Altre pubblicazioni vi sono state per Marsilio Editori di Venezia, la BNL di Roma, Laterza Bari-Roma,l'Electa Mondadori di Milano, la Bora di Bologna, Fratelli Fabbri Editori, Umberto Allemandi & C. di Torino, la Ianua e la Eurasia di Roma.
Pino Reggiani ha avuto tra l'altro, rapporti di collaborazione con gli scrittori:Jorge Amado, Rafael Alberti, Dario Bellezza, Danilo Montaldi e Diego Valeri.
Ha lavorato come illustratore di libri per parecchi scrittori e poeti contemporanei.

## Raccolte private
La raccolta privata "Wanda e Antonino Benedetto" di Roma è in assoluto la collezione più ampia dell'artista.
Comprende numerose opere dagli anni 60 in poi, tutte di grandi dimensioni, come "Il Re e il Mattatoio", "La Crocefissione", "Incendio/Autoritratto", "Pastore", "I cani in corsa", "Ruderi Inglesi", "Natura morta e teatro", "Paesaggi orientali", "Egitto", "Isola" e tanti altri dipinti e disegni di più piccolo formato.
| Controllo di autorità | VIAF (EN) 18319894 · ISNI (EN) 0000 0000 7873 0792 · ULAN (EN) 500349196 · LCCN (EN) n88616759 · GND (DE) 130016225 · J9U (EN, HE) 987007509753605171 |